# لودوفيت ريس
لودوفيت ريس (بالهولندية: Ludovit Reis) (من مواليد 1 يونيو 2000) لاعب كرة قدم هولندي-سلوفاكي يلعب كلاعب وسط لغرونينغن في الدوري الهولندي.
ولد في هولندا لأبوين سلوفاكيين.

## وصلات خارجية
- لودوفيت ريس على موقع الاتحاد الأوربي (الإنجليزية)
- لودوفيت ريس على موقع قاعدة بيانات كرة القدم.إي يو (الإنجليزية)
- لودوفيت ريس على موقع Soccerway.com (الإنجليزية)
- لودوفيت ريس على موقع عالم كرة القدم.نت (الإنجليزية)

- لودوفيت ريس  على سكروي
- لودوفيت ريس في موقع كرة القدم العالمية.نت